# Ховен
Ховен (нем. von und Baron von der Howen) — баронский род.

## Происхождение и история рода
Род баронов фон дер Ховен принадлежит к древнему прибалтийскому дворянству и внесен, 17 октября 1620 года, в матрикул курляндского дворянства.
Генерал-майор Христофор фон дер Ховен в патентах на чины и грамотах на ордена, начиная с 1821 года, именован бароном.
Определениями Правительствующего Сената, от 10 июня 1853, 5 сентября 1855 и 28 февраля 1863 гг., и Высочайше утвержденным, 20 декабря 1865 года, мнением Государственного Совета за курляндской дворянской фамилией фон дер Ховен, внесенной также в матрикул Эстляндского дворянства, признан баронский титул.
- Ховен, Михаель Фридрих (1744—1793)
  - Ховен, Егор Фёдорович (1774—1858) — генерал-лейтенант, член Военного совета Российской империи
    - Ховен, Константин Егорович (1801—1855) — генерал-лейтенант, сенатор
- Ховен, Василий Егорович (1754—1802) — генерал-майор, член Военной коллегии (1797—1802)

- Ховен, Роман Иванович (1775—1861) — генерал-майор, Грузинский гражданский губернатор
  - Ховен, Роман Романович (1812?—1881) — российский генерал-майор; военный комендант Баку (1852—1859).
  - Ховен, Иван Романович (1812—1881) — генерал-майор, писатель

- Ховен, Егор Христофорович (Херманн Георг; 04.04.1789 — 21.01.1868) — полковник
  - Ховен, Василий Егорович (1824—1889) — контр-адмирал
  - Ховен, Николай Егорович (1834—1906) — генерал-лейтенант
- Ховен, Христофор Христофорович (1795—1890) — барон, генерал от инфантерии, сенатор, военный топограф.

- Ховен, Отто Кристофер[нем.] (1699—1775) — курляндский государственный и политический деятель
  - Ховен, Отто Карлович (1740—1806) — курляндский политический деятель

- Ховен, Георгий Георгиевич фон (Егор Егорович) — Георгиевский кавалер (подполковник; № 969; 26 ноября 1792)
- Ховен, Иван Егорович — Георгиевский кавалер (секунд-майор; № 387; 26 ноября 1783)

## Описание герба
В голубом поле три золотых дворянских короны (2 + 1).
Щит увенчан коронованным дворянским шлемом. Нашлемник — летучая мышь с распростертыми крыльями (натурального цвета — коричневая). Намет голубой с золотом.